# Gaston Amson
Gaston Marcel Amson (París, 17 de novembre de 1883 - París, 16 de juliol de 1960) va ser un tirador d'esgrima francès que va competir en els anys posteriors a la Primera Guerra Mundial.
El 1920 va prendre part en els Jocs Olímpics d'Anvers, on disputà dues proves del programa d'esgrima. En la competició de floret per equips guanyà la medalla de plata i en la d'espasa per equips la de bronze.
Vuit anys més tard, als Jocs d'Amsterdam va disputar una prova del programa d'esgrima, la d'espasa per equips, en què guanyà la medalla de plata.